# 山桃草属
山桃草属（学名：Gaura）是柳叶菜科下的一个属，为一年生或多年生草本植物。该属共有约18种，分布于美洲。
属名Gaura源于希腊语gauros，崇高的。